# Solwan
Solwan es una colección árabe en que, junto a apólogos y hasta verdaderas novelas, alternan trozos de historia y máximas y sentencias en prosa y verso.
Su autor fue el siciliano Mohamed-ben-Abi-Mohammed-Aben-Zafer que murió en 1160. Fue traducida al italiano por Miguel Amaro con el título Conforti Politici. El mérito principal del Solwan consiste en ser la primera obra escrita por los musulmanes en que inculcan máximas morales mediante el ejemplo de hechos imaginarios. Antes de él la literatura árabe poseía ciertamente versiones e imitaciones de las fábulas persas e indias, pero no parece que ningún escritor las hubiese empleado en obra de serio y grave argumento.
El Solwan ha gozado siempre de gran crédito entre los musulmanes, como lo prueban las muchas copias que de él tenemos en las bibliotecas europeas. Fue imitado por el granadino Abuhamu Muza II, rey de Tremecén, en el último tercio del siglo XIV, con el título de El collar de perlas; libro de sabia doctrina moral y política, con muchos trozos de poesía y prosa rimada, con largos apólogos y ejemplos históricos.
- El contenido de este artículo incorpora material del tomo 57 de la Enciclopedia Universal Ilustrada Europeo-Americana (Espasa), cuya publicación fue anterior a 1945, por lo que se encuentra en el dominio público.

- Datos: Q6131867